# William Gabriel Brînză
William Gabriel Brînză (n. 3 martie 1972, Cărbunești, județul Prahova) este un politician român, avocat, membru al Baroului București.
Între 2004 și 2008 a fost ales membru al Camerei Deputaților, din partea partidului extremist PRM. Din iunie 2005 până în februarie 2006 a fost independent, apoi a trecut la Partidul Democrat, care ulterior a devenit prin fuziune PD-L. În legislatura 2004-2008, William Gabriel Brînză a fost membru în grupurile parlamentare de prietenie cu Regatul Thailanda, Republica Orientală a Uruguayului și Republica Africa de Sud. În legislatura 2008-2012, William Gabriel Brînză a fost membru în grupurile parlamentare de prietenie cu Republica Orientală a Uruguayului, Regatul Spaniei și Republica Elenă.  
Între 2008 și 2012 Brânză a fost membru al Camerei Deputaților, fiind ales  din partea PD-L în circumscripția electorală nr. 43 Diaspora (colegiul uninominal nr. 1).
La alegerile parlamentare din 9 decembrie 2012, Brânză a candidat din partea PD-L, sub umbrela Alianței România Dreaptă, însă nu a reușit să câștige un mandat. În consecință, la 13 decembrie și-a prezentat demisia din funcția de președinte al ARD Diaspora.

## Candidat la președinția României
În septembrie 2014, Brânză și-a depus candidatura pentru alegerile prezidențiale, din partea Partidului Ecologist Român. și a obținut în primul tur de scrutin (organizat în ziua de duminică, 2 noiembrie 2014) un număr de 43.194 voturi din numărul total de 9.723.232, terminând pe locul 12 din 14, cumulând circa 0,45% din toate voturile exprimate și validate.